# 広島県道301号澄合豊平線
広島県道301号澄合豊平線（ひろしまけんどう301ごう すみあいとよひらせん）は、広島県山県郡安芸太田町から山県郡北広島町に至る一般県道である。

## 概要
山県郡安芸太田町大字穴から山県郡北広島町戸谷に至る。澄合とは山県郡安芸太田町大字穴の小字である。

### 路線データ
- 起点：山県郡安芸太田町大字穴（澄合交差点、国道191号交点）
- 終点：山県郡北広島町戸谷（国道433号交点）
- 総延長：13 km

### 路線状況
山県郡安芸太田町（旧：加計町）・山県郡北広島町（旧：豊平町）境付近で大型車の通行が困難なほど狭い山道になる国道433号の迂回路として利用されている。

## 地理

### 通過する自治体
- 山県郡安芸太田町
- 山県郡北広島町

### 交差する道路
| 交差する道路              | 市町村名 | 市町村名   | 交差する場所 | 交差する場所      |
| ------------------------- | -------- | ---------- | ------------ | ----------------- |
| 国道191号                 | 山県郡   | 安芸太田町 | 大字穴       | 澄合交差点 / 起点 |
| 広島県道314号七曲千代田線 | 山県郡   | 北広島町   | 吉木         |                   |
| 国道433号 国道434号 重複  | 山県郡   | 北広島町   | 戸谷         | 終点              |

### 沿線
- 安芸太田町役場 安野出張所